# Bythaelurus lutarius
Espèce
Synonymes
Halaelurus lutarius
Statut de conservation UICN

 DD  : Données insuffisantes
Répartition géographique
Bythaelurus lutarius est une espèce de requins.